# Dispositivo de bloques
Un dispositivo de bloques, en informática, es un componente fundamental de una computadora en el que los datos se transmiten en conjuntos indivisibles, conocidos como bloques, en la comunicación con la unidad central de proceso. Estos dispositivos se caracterizan por usar un buffer-cache y estar estructurados en bloques de tamaño fijo.
Un ejemplo común de dispositivo de bloques es el disco duro. Internamente, un disco duro está organizado en sectores, y cada sector suele tener un tamaño de 512 bytes. Al leer o escribir datos en el disco es necesario transferir esa cantidad de información como un bloque indivisible. Estos dispositivos permiten direccionar los bloques, lo que significa que un programador puede acceder y manipular cualquier bloque del dispositivo realizando previamente una operación de posicionamiento.
En el contexto de GNU/Linux, los dispositivos de bloques, como los discos duros, desempeñan un papel fundamental en el almacenamiento de datos. Estos dispositivos se dividen en unidades lógicas más pequeñas llamadas particiones, lo cual permite organizar y gestionar de manera eficiente el espacio de almacenamiento disponible. Las particiones actúan como entidades independientes que pueden ser formateadas con un sistema de archivos específico y utilizadas para almacenar y organizar datos de manera estructurada.